# Ваља Њагра (Вранча)
Ваља Њагра (рум. Valea Neagră) насеље је у Румунији у округу Вранча у општини Нисторешти. Oпштина се налази на надморској висини од 631 m.

## Становништво
Према подацима из 2002. године у насељу је живело 32 становника, од којих су сви румунске националности.